# KkStB 9 sorozat
A kkStB 9 egy gyorsvonati szerkocsisgőzmozdony-sorozat volt a Császári és Királyi Osztrák Államvasutaknál (németül: k.k. österreichische Staatsbahnen, kkStB) és a Déli Vasútnál (DV) (németül: Südbahngesellschaft, SB)
Hegyvidéki pályára tervezte Karl Gölsdorf ezt a gyorsvonati mozdonyt és néhány újítást is bevezetett rajta. Ez volt az utolsó általa tervezett külsőkeretes mozdonytípus. Ez a kompaundmozdony volt Európában a legnagyobb alacsonynyomású-hengerátmérőjű abban az időben 810 mm-es átmérőjével. Miközben a vezérlés a kereten kívül volt, a karbantartást jelentősen megnehezítette a belül elhelyezett henger és hajtórúd. Legszembetűnőbb a nagy gőztartály 4,4 m-es hosszával a kazán tetején, mely a hegymenethez szükséges nagy gőzfogyasztáshoz tárolta a gőzt.
A 9 sorozat azonban nem nyújtotta az elvárt teljesítményt. Ennek valószínű oka a gépezet nagy ellenállása volt.
Összességében 38 db-ot szállított a StEG, Floridsdorf és a BMMF.
A Déli Vasút 1901-ben a StEG-től 4 db-ot kipróbálásra a tiroli Puster-völgybe vitt.
Az első világháború után a kkStB mozdonyok az Osztrák Szövetségi Vasutakhoz (Bundesbahnen Österreichs, BBÖ) kerültek, 1922 és 1928 között 19-et átépítettek. Az átépített mozdonyokat átsorolták a 409 sorozatba . A többi gépet 1938-ig selejtezték.
A Déli Vasút mozdonyai a vasúttársaság 1923 évi államosítása után szintén a BBÖ-höz kerültek. Ott a 9.401-404 pályaszámokat kapták és 1929-ig selejtezték őket.
A teljesség kedvéért meg kell jegyezni, hogy a 9.01-05 pályaszámokat már korábban kiadta a kkStB az Arlbergbahn mozdonyoknak. Ezeket azonban 1891-ben átszámozta 28.01-05-re.

## Fordítás
- Ez a szócikk részben vagy egészben  a   kkStB 9 című német Wikipédia-szócikk fordításán alapul.  Az eredeti cikk szerkesztőit annak laptörténete sorolja fel. Ez a jelzés csupán a megfogalmazás eredetét és a szerzői jogokat jelzi, nem szolgál a cikkben szereplő információk forrásmegjelöléseként.